# Măguri-Răcătău, Cluj
Măguri-Răcătău este satul de reședință al comunei cu același nume din județul Cluj, Transilvania, România. În trecut era cunoscută sub denumirea Răcătău.

## Vezi și
- Biserica de lemn din Măguri-Răcătău, filia Teleni

## Imagini

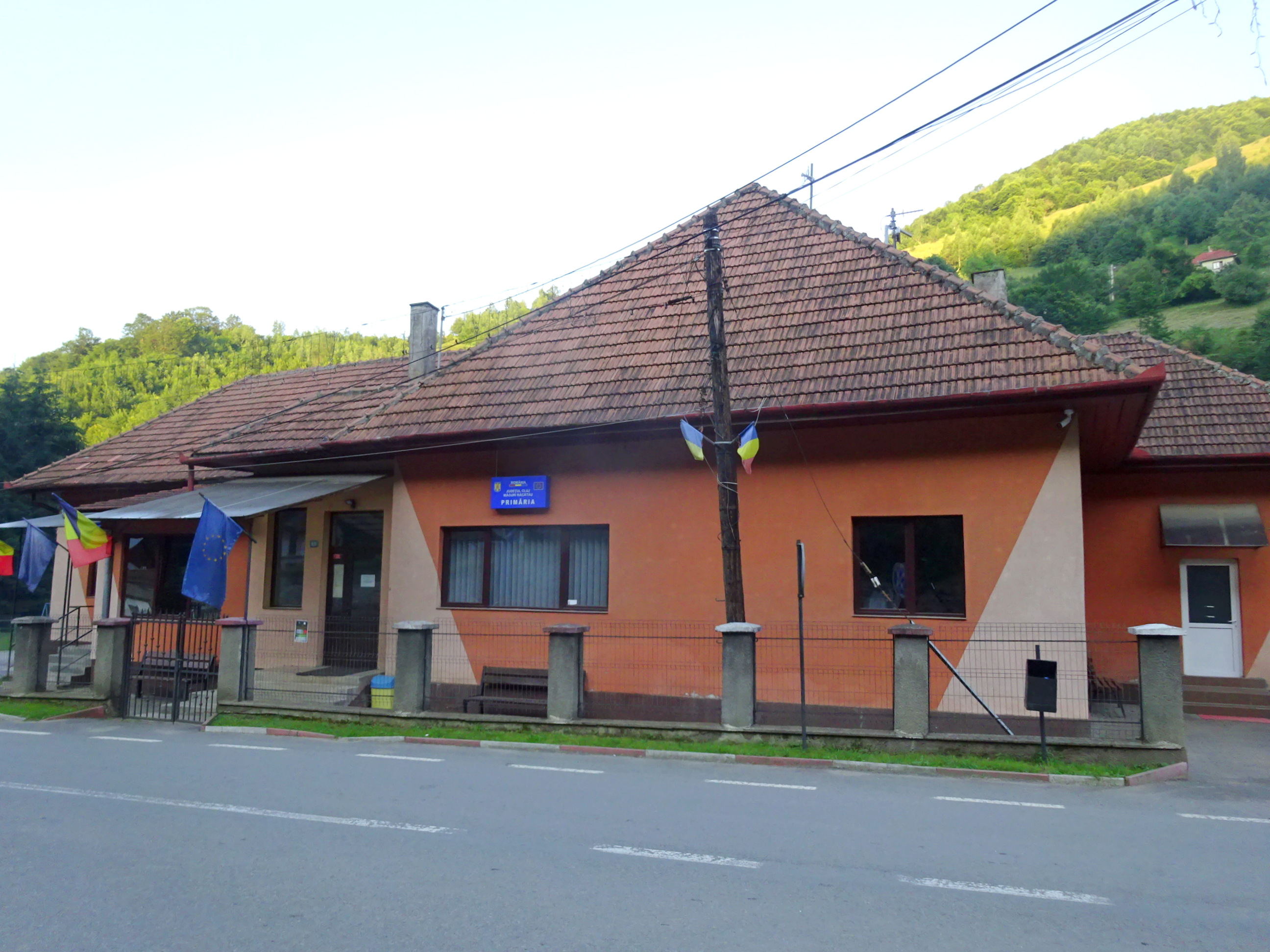
Primăria
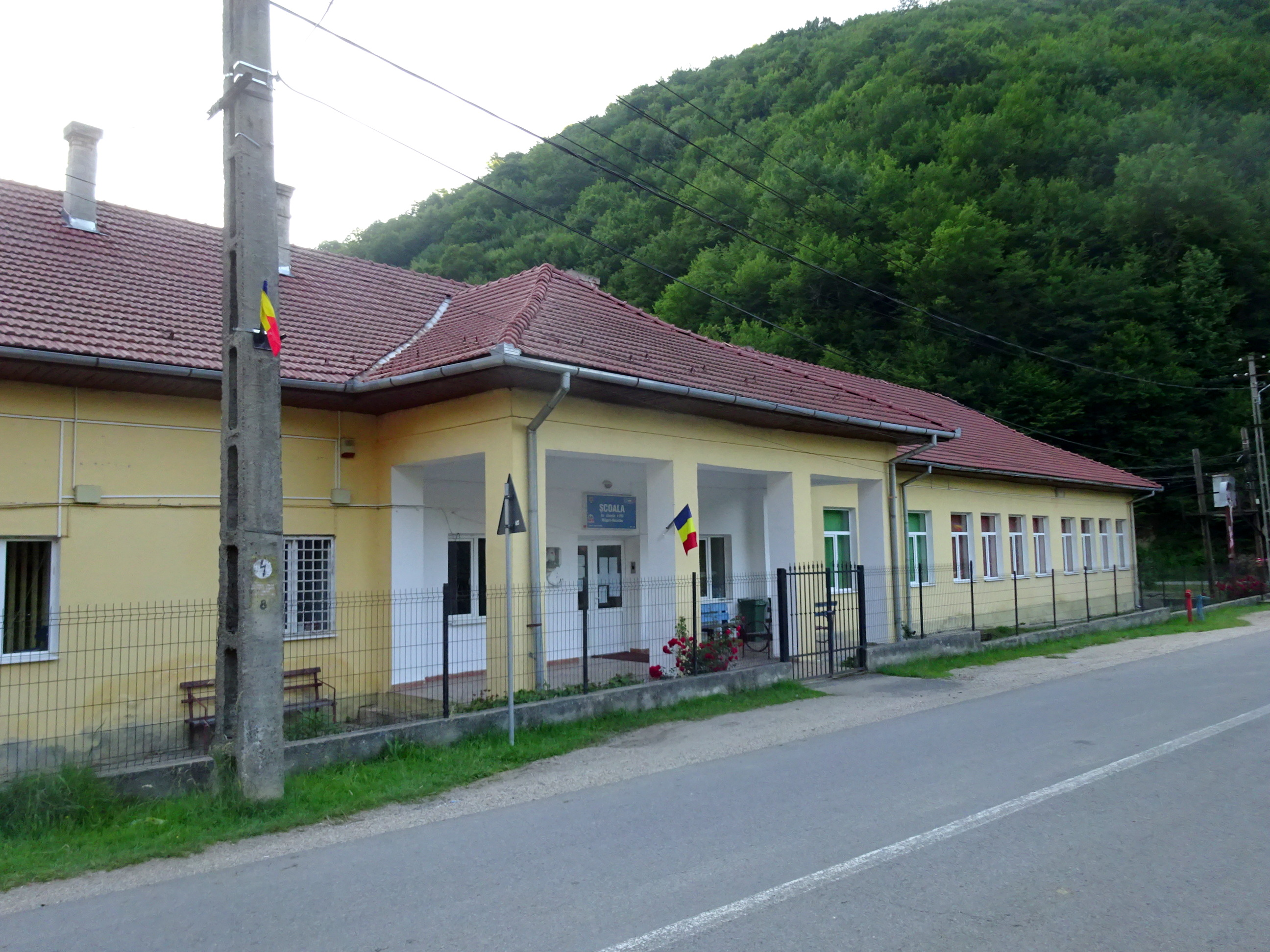
Școala cu clasele I-VIII
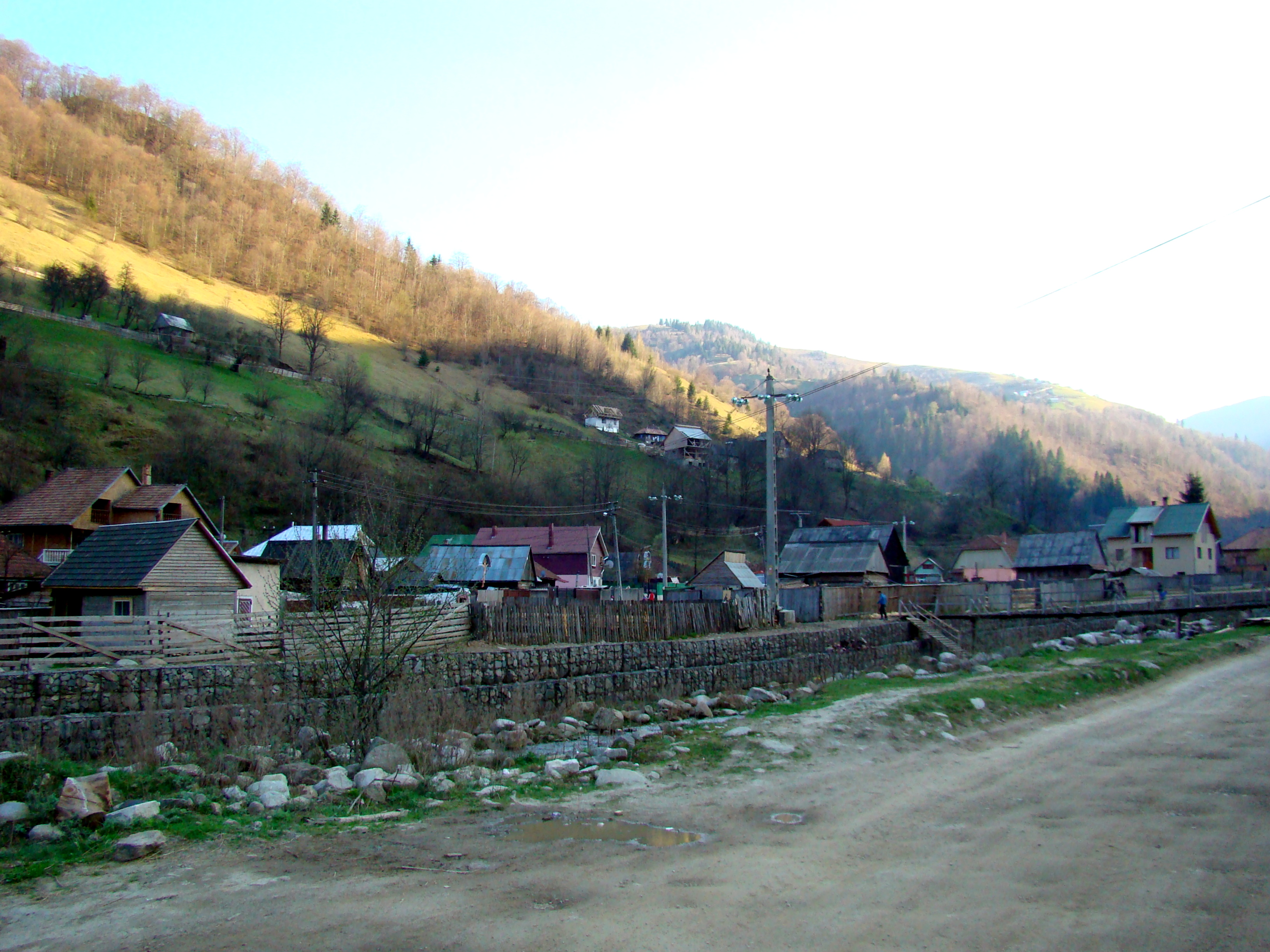
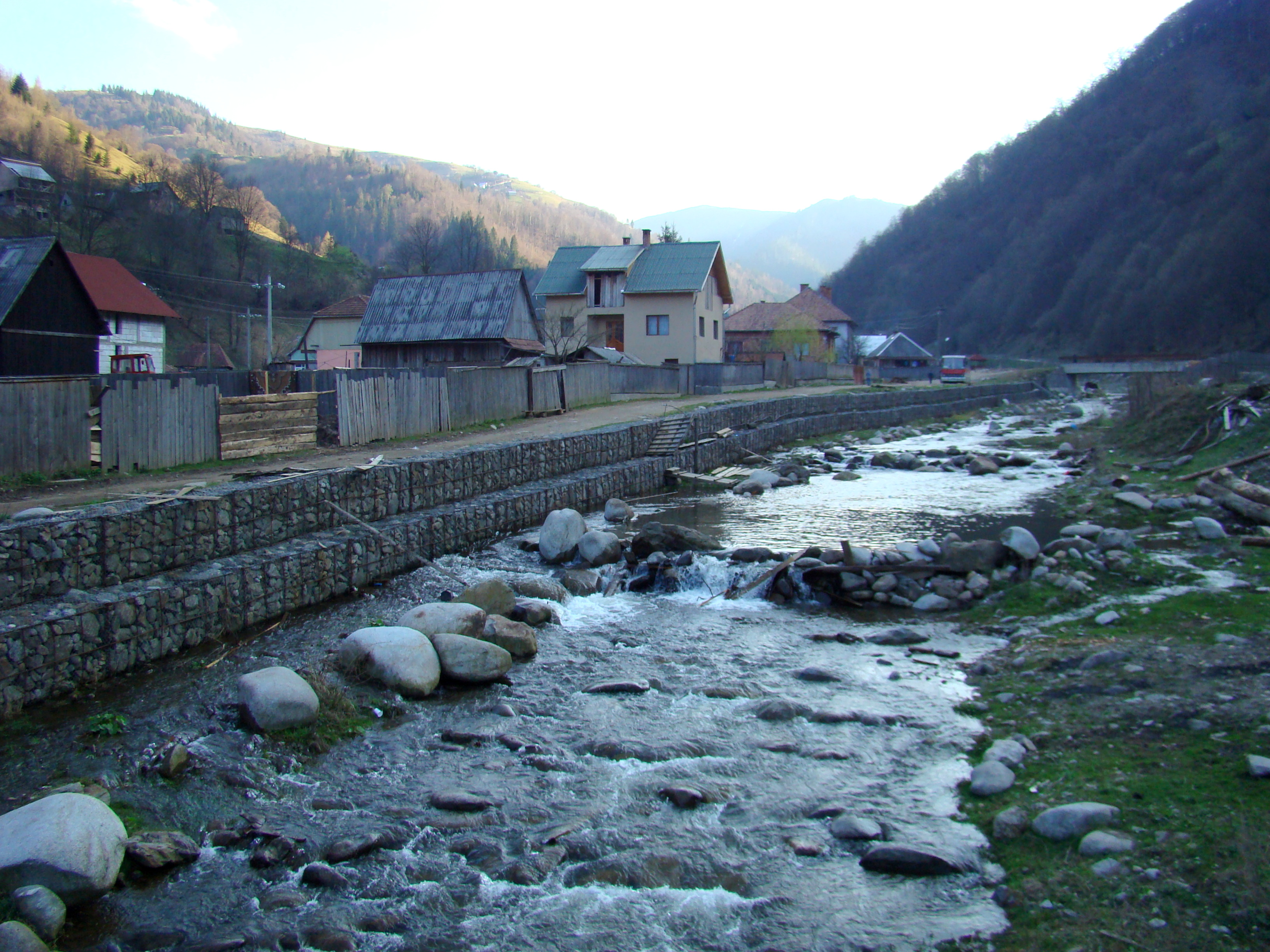
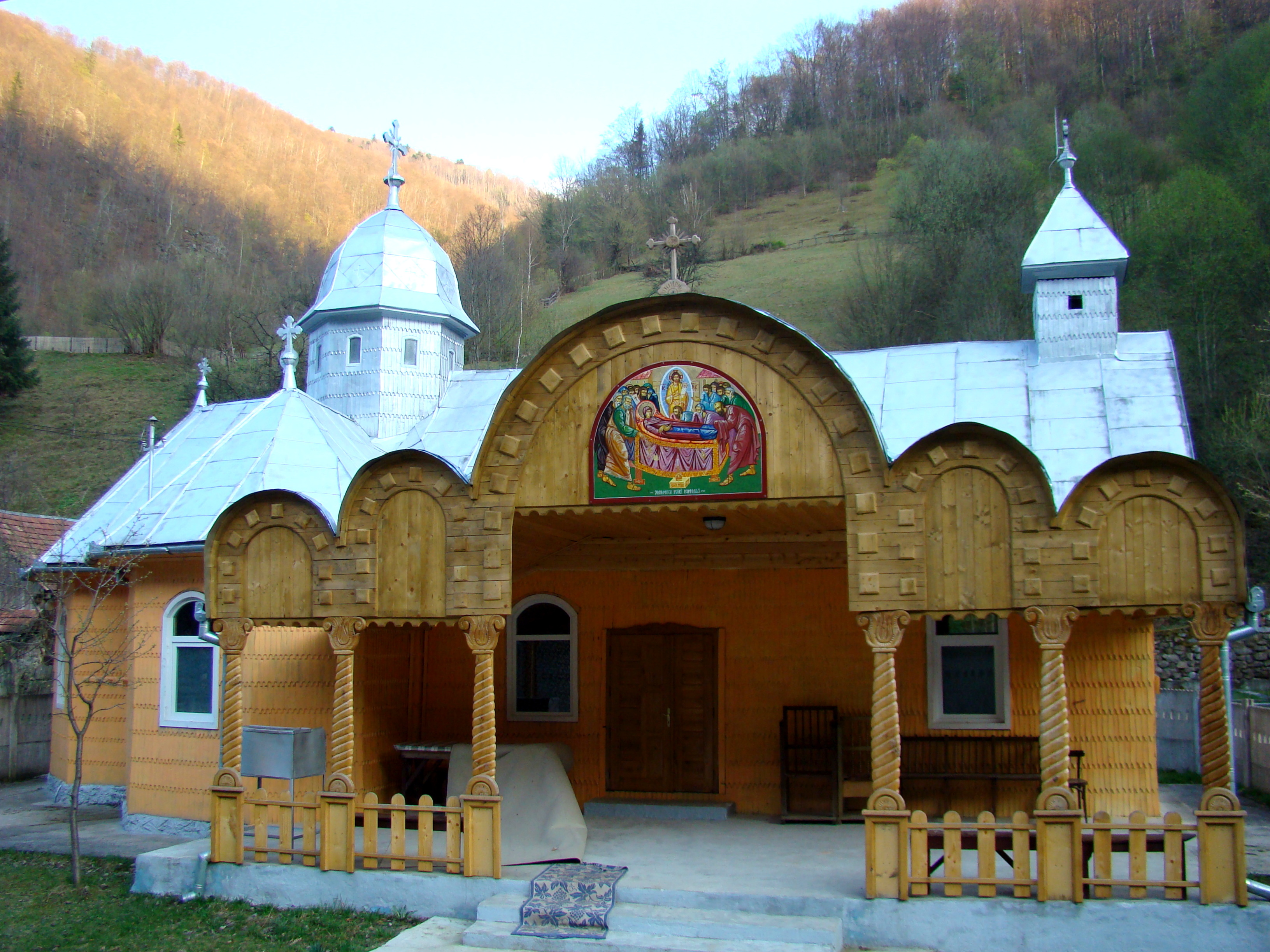
Biserica de lemn din Măguri-Răcătău, filia Teleni
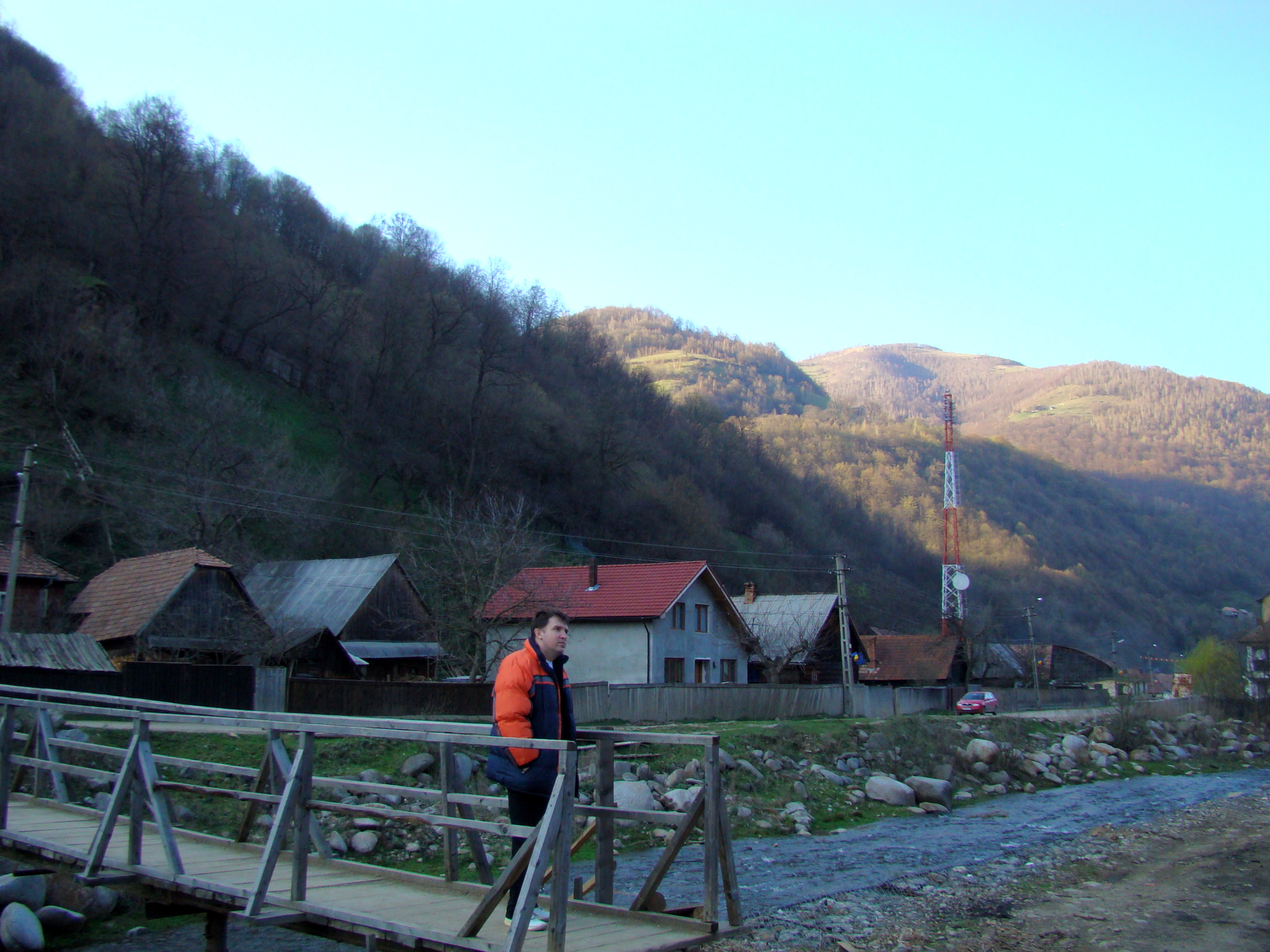
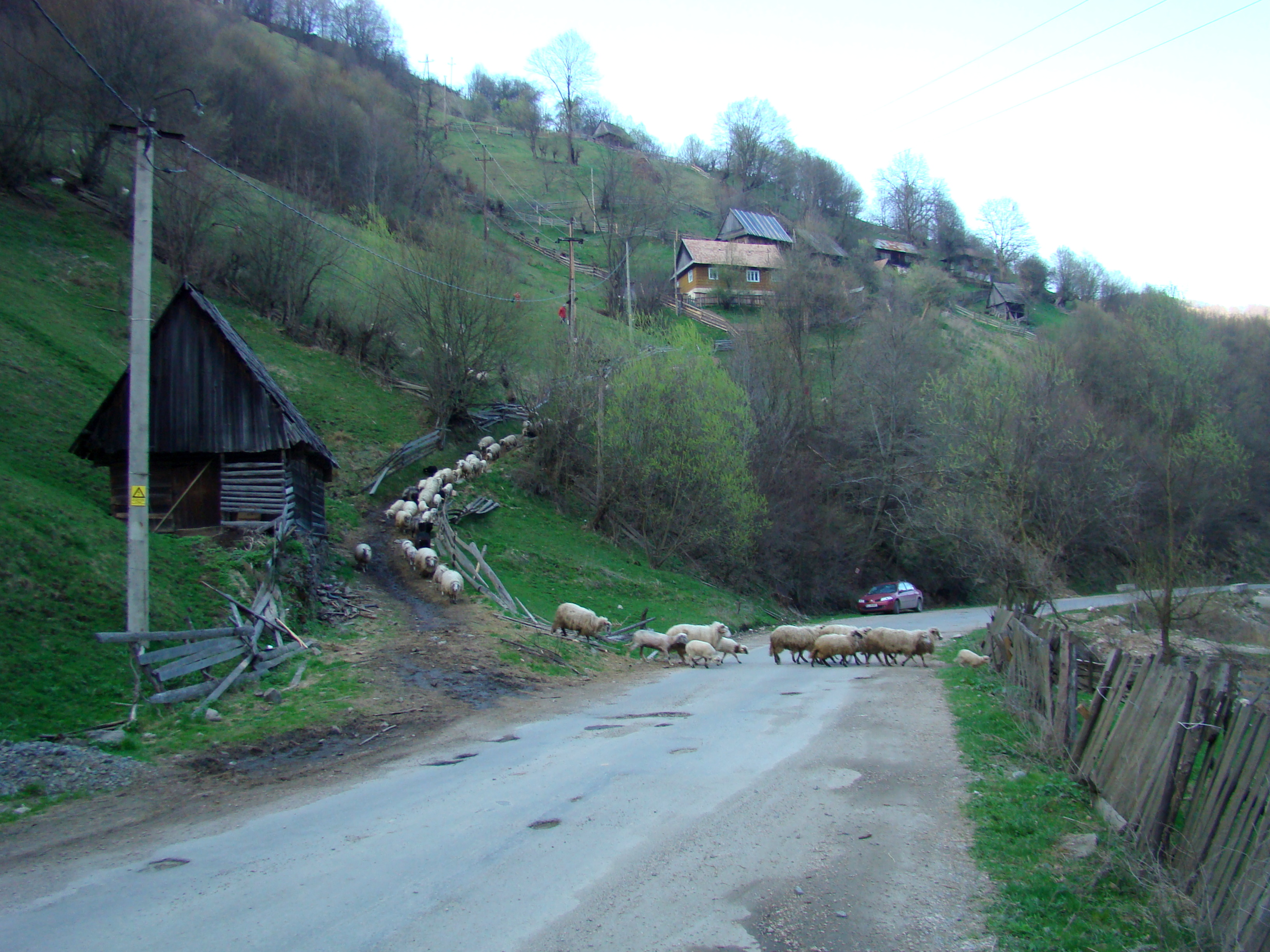
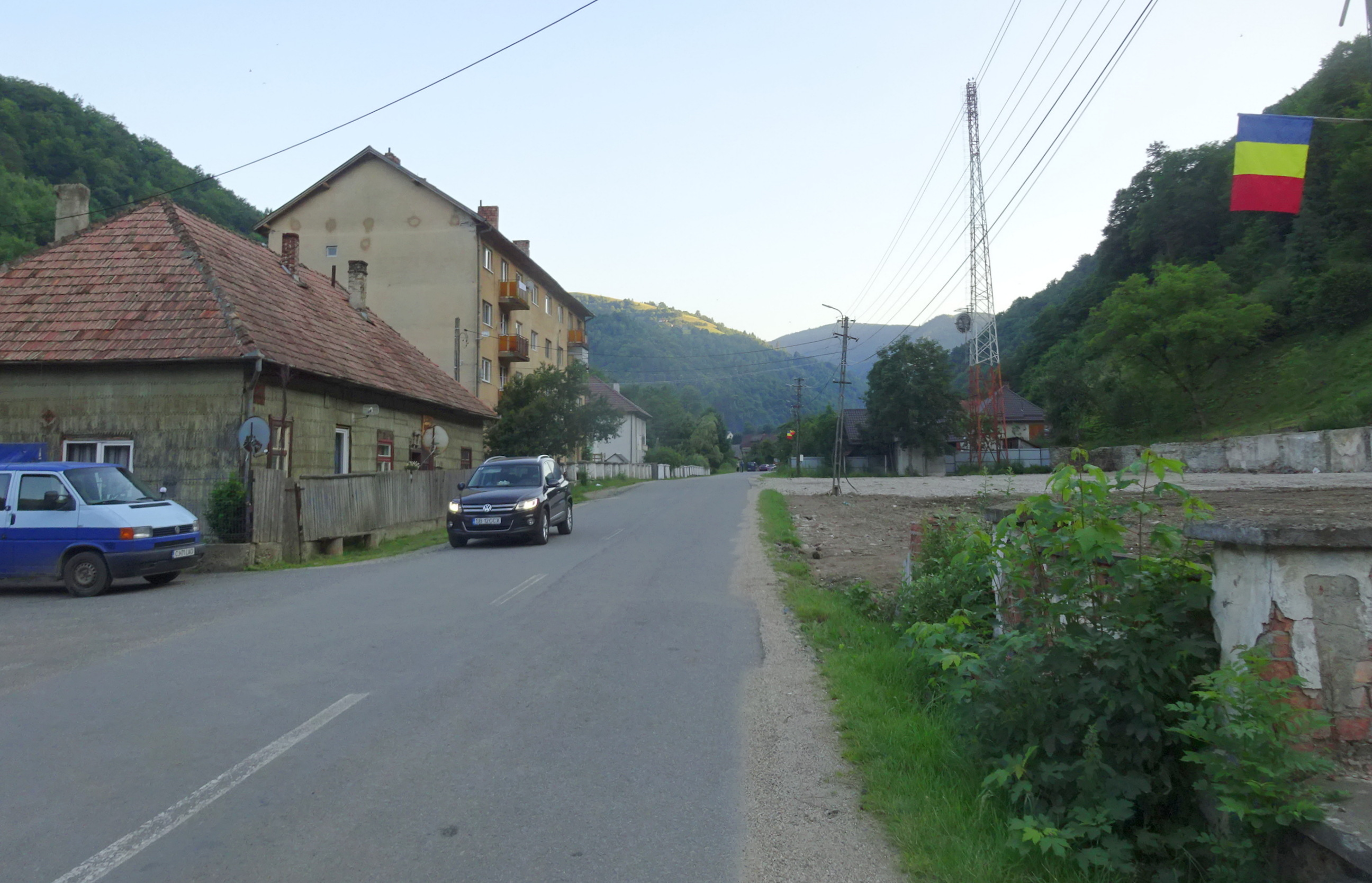
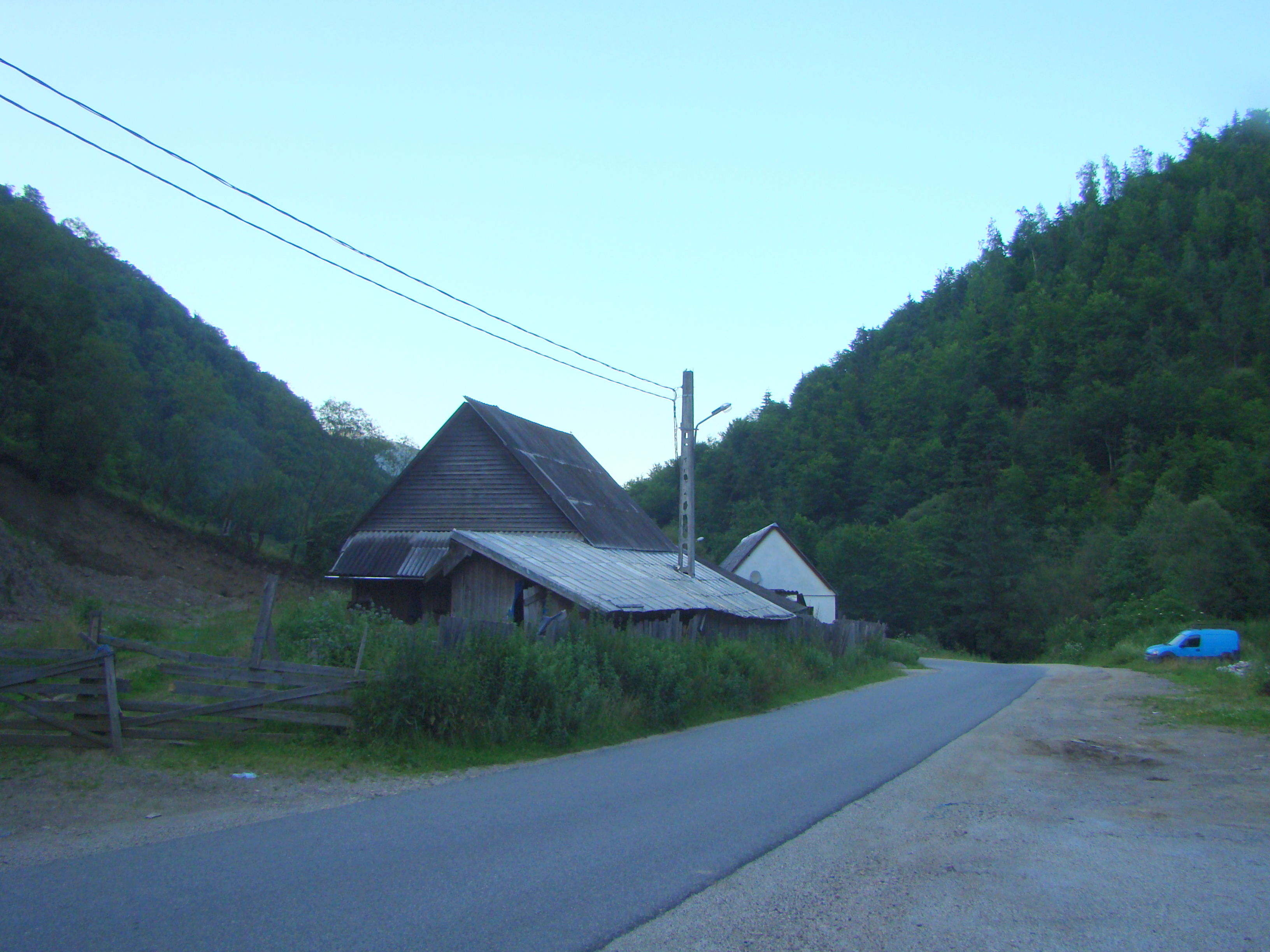